# فردريك غولبراندسن
فردريك غولبراندسن (بالنرويجية البوكمول: Fredrik Gulbrandsen)‏ (10 سبتمبر 1992 النرويج - ) هو لاعب كرة قدم نرويجي، يلعب كمهاجم.

## وصلات خارجية
فردريك غولبراندسن على موقع الاتحاد الأوربي (الإنجليزية)
- فردريك غولبراندسن على موقع اتحاد النرويج (النرويجية)
- فردريك غولبراندسن على موقع اتحاد تركيا (لاعب) (الإنجليزية)
- فردريك غولبراندسن على موقع الدوري الأمريكي (الإنجليزية)
- فردريك غولبراندسن على موقع قاعدة بيانات كرة القدم.إي يو (الإنجليزية)
- فردريك غولبراندسن على موقع ناشيونال فوتبول تيمز (الإنجليزية)
- فردريك غولبراندسن على موقع Soccerway.com (الإنجليزية)
- فردريك غولبراندسن على موقع عالم كرة القدم.نت (الإنجليزية)
- فردريك غولبراندسن على موقع AS.com (الإسبانية)